# Ellenbrook (Wielki Manchester)
Ellenbrook – wieś w Anglii, w hrabstwie ceremonialnym Wielki Manchester, w dystrykcie metropolitalnym Salford. Leży 14 km na północny zachód od centrum miasta Manchester.